# Oscar O'Neill Oxholm (hofmarskal)
 Der er flere personer med dette navn, se Oscar Oxholm.
Oscar Siegfried Christian O'Neill Oxholm (født 31. januar 1855 på Rosenfeldt ved Vordingborg, død 30. juli 1926 i Kvistgård) var en dansk hofmand, fader til diplomaten af samme navn.

## Biografi
Han var søn af kammerherre, generalmajor Oscar O'Neill Oxholm til Rosenfeldt og hustru Adelaide f. O'Kelly. Han blev student fra Ribe Katedralskole 1874, cand.polit. fra Københavns Universitet 1881, var attaché i Wien 1883-1885, assistent i Udenrigsministeriet 1885-1886, attaché i Stockholm 1886-1888, i Udenrigsministeriet 1888-1889 og sekretær i Paris 1889. Han blev tjenstgørende kammerjunker hos kong Christian 9. 1889, ceremonimester 1890 og hofmarskal 1898, hvilket han var indtil kongens død 1906. Han var overkammerherre.
Oxholm var engageret i forskelligt missionsarbejde. Han var formand i bestyrelsen for Sankt Lukas Stiftelsen fra 1898 og for Humlebæk Kirke, formand for Nordsjællands Ungdomsforeninger og for den nationale Soldatermission, medlem af Indre Missions bogudvalg og traktatselskab. Han udgav forskellige religiøse skrifter. 

## Dekorationer
Oxholm var Storkorsridder af Dannebrog, Dannebrogsmand og bar desuden en lang række udenlandske ordner.

## Familie
Oscar O'Neill Oxholm blev gift med Fritze Vilhelmine Wanda Theodora Holstein (født 18. oktober 1867 på Holsteinborg, død 30. januar 1942), datter af lensgreve, overkammerherre Ludvig Holstein-Holsteinborg til grevskabet Holsteinborg og hustru Mimi f. Zahrtmann.